# ان‌جی‌سی ۵۶۹۴
ان‌جی‌سی ۵۶۹۴ (انگلیسی: NGC 5694) یک خوشه کروی در صورت فلکی مار آبی است که در سال ۱۷۸۴ توسط ویلیام هرشل کشف شد.